# Bouilhonnac
Bouilhonnac é uma comuna francesa na região administrativa de Occitânia, no departamento de Aude. Estende-se por uma área de 5,71 km². Em 2010 a comuna tinha 228 habitantes (densidade: 39,9 hab./km²).